# Joachim Rückert
Pour les articles homonymes, voir Rückert.
Joachim Rückert (né le 16 août 1945 à Pöttmes) est un juriste allemand. Il enseigne et fait des recherches en tant que professeur de droit privé, d'histoire du droit et de philosophie du droit à l' université de Francfort-sur-le-Main

## Biographie
Rückert grandit à Munich et Hanovre et étudie le droit, l'histoire et la philosophie dans les universités de Berlin, Tübingen et Munich ainsi que les sciences administratives à l'Université allemande des sciences administratives de Spire (de). Depuis ses études, il est membre des associations étudiantes catholiques KAV Suevia Berlin (de) et AV Guestfalia Tübingen (de).
Après avoir terminé son doctorat en 1972 avec la thèse sur la vie et la théorie juridique d'August Ludwig Reyscher et son habilitation avec l'ouvrage Idéalisme, jurisprudence et politique avec Friedrich Carl von Savigny à Munich en 1982, Rückert est boursier Heisenberg et à partir de 1984 à l'université de Hanovre professeur titulaire de droit civil et d'histoire du droit. De 1993 à 1998, il occupe la chaire dotée (Volkswagen) d'histoire juridique contemporaine et de droit civil à l'Université de Francfort-sur-le-Main. De 1998 à 2010, il occupe la chaire d'histoire du droit moderne, d'histoire du droit contemporaine, de droit civil et de philosophie du droit.
En 2014, l'université nationale estonienne de Tartu (anciennement Dorpat) lui décerne un doctorat honorifique. En 2015, il est élu membre correspondant de l'Académie bavaroise des sciences. Il est membre de l'Association d'histoire constitutionnelle (de).
Les intérêts académiques de Rückert se situent particulièrement dans le domaine de l'histoire du droit du XVIIIe au XXe siècle.et ses liens avec la philosophie et l'économie, en particulier l'histoire et l'histoire sociale des concepts normatifs de base tels que « libre », « social », « travail », ainsi qu'avec le droit des obligations et avec la méthodologie et la philosophie du droit. Il est co-éditeur de la Zeitschrift der Savigny-Stiftung für Rechtsgeschichte (de) (depuis 2001) et, avec Mathias Schmoeckel (de) et Reinhard Zimmermann (de), du Historisch-kritischen Kommentars zum Bürgerlichen Gesetzbuch depuis 2003.
Les étudiants universitaires de Rückert comprennent Thorsten Keiser (de), Kenichi Moriya (Osaka), Peter Oestmann (de), Thomas Pierson (Gießen), Thiago Reis (São Paulo), Frank L. Schäfer (de) et Ralf Seinecke (Francfort-sur-le-Main). Il supervise de nombreux projets financés par des tiers et plus de cinquante doctorats.
Rückert est membre du conseil consultatif de la Société allemande d'étude de la pensée politique (de) (DGEPD), depuis 1993 du conseil d'administration de l'école doctorale d'histoire du droit, puis de l'« École internationale de recherche Max-Planck » (2000-2014), depuis 1999 du « Groupe de travail pour l'histoire sociale moderne eV » et depuis 2000 de la « Société scientifique de Francfort ». De 2001 à 2016, il est président de la Société juridique de Francfort, de 1989 à 1994 de la Société d'études juridiques de Hanovre

## Publications (sélection)
- Abschiede vom Unrecht. Zur Rechtsgeschichte nach 1945, Mohr Siebeck, Tübingen, 2015.
- Dienst- und Arbeitsvertrag, in: Historisch-kritischer Kommentar zum BGB, vol. 3, Mohr, Tübingen, 2013, p. 700–1231.
- Ausgewählte Aufsätze. In zwei Bänden, Keip, Stockstadt, 2012.
- Savigny-Studien, Klostermann, Francfort-sur-le-Main, 2011.
- „Frei und sozial“ als Rechtsprinzip, Nomos, Baden-Baden, 2006.
- Autonomie des Rechts in rechtshistorischer Perspektive, Juristische Studiengesellschaft, Hanovre, 1988.
- Idealismus, Jurisprudenz und Politik bei Friedrich Carl von Savigny, Gremer, Ebelsbach 1984 (zugleich: Munich, Univ., Habil.-Schr., 1982).
- August Ludwig Reyschers Leben und Rechtstheorie. 1802–1880, Schweitzer, Berlin, 1974 (zugleich: Munich, Univ., Jurist. Fak., Diss. 1972).